# Trachurus japonicus
Espèce
Trachurus japonicus est une espèce de poissons osseux de la famille des Carangidae.